# Каянча (село)
Каянча (рос. Каянча) — село Онгудайського району, Республіка Алтай Росії. Входить до складу Шашикманського сільського поселення.
Населення — ненаселене (2015 рік).